# (Baby Tell Me) Can You Dance
"(Baby Tell Me) Can You Dance" foi o primeiro single do álbum de estréia da cantora Shanice, Discovery. Gravado pela A&M Records, o single foi escrito e produzido por Bryan Loren.

## Videoclipe
O videoclipe acontece em uma cidade à noite. O vídeo apresenta Shanice e muitos outros dançarinos mostrando seus passos de dança.

## Lista de Faixas
7" single (AM-2939) USA
1. (Baby Tell Me) Can You Dance
2. Summer Love

12" single (012235) USA
1. Club Mix
2. Instrumental
3. Radio Mix
4. The Shep Pettibone Mix

## Posições em gráficos musicais
| Gráfico (1987)                                   | Posição |
| ------------------------------------------------ | ------- |
| EUA Billboard Hot 100                            | 50      |
| EUA Billboard Hot R&B/Hip-Hop Singles & Tracks   | 6       |
| EUA Billboard Hot Dance Music/Club Play          | 16      |
| EUA Billboard Hot Dance Music/Maxi-Singles Sales | 39      |